# François Gill
Pour les articles homonymes, voir Gill.
François Gill est un monteur, directeur de la photographie, réalisateur et scénariste québécois.

## Filmographie

### Comme monteur
- 1974 : Bar Salon
- 1979 : Une naissance apprivoisée
- 1983 : Au clair de la lune
- 1985 : Bayo
- 1987 : Shades of Love: Lilac Dream (vidéo)
- 1988 : Shades of Love: Sunset Court (TV)
- 1988 : Le Chemin de Damas
- 1989 : Blanche est la nuit
- 1990 : Une histoire inventée
- 1990 : Un autre homme
- 1990 : Ding et Dong, le film
- 1991 : Shadows of the Past
- 1991 : The Final Heist (TV)
- 1992 : Scoop (série TV)
- 1993 : La Florida
- 1994 : Les Mots perdus
- 1995 : Bullet to Beijing
- 1996 : Bandes-hommages 100 ans de cinéma
- 1996 : L'Homme idéal
- 1999 : In Dreams: The Roy Orbison Story (TV)
- 2000 : Dr Lucille - La remarquable histoire de Lucille Teasdale (Dr. Lucille) (TV)
- 2002 : Matthew Blackheart: Monster Smasher (TV)
- 2003 : Il était une fois... le Québec rouge
- 2003 : À hauteur d'homme
- 2005 : Les Boys 4

### Comme directeur de la photographie
- 1971 : Le Retour de l'immaculée conception
- 1972 : La Vie rêvée
- 1974 : Bar Salon
- 1975 : Franc jeu
- 1976 : L'Eau chaude, l'eau frette
- 1977 : Jules le magnifique
- 1978 : Une amie d'enfance
- 1979 : Vie d'ange
- 1979 : Une naissance apprivoisée
- 1981 : Enfants du Québec et alvéoles familiales
- 1981 : On n'est pas des anges
- 1981 : Métier: Boxeur
- 1982 : Les Traces d'un homme (TV)
- 1983 : Au clair de la lune
- 1985 : Le Choix d'un peuple
- 2003 : Il était une fois... le Québec rouge

### Comme réalisateur
- 1996 : Bandes-hommages 100 ans de cinéma

### Comme scénariste
- 1976 : L'Eau chaude, l'eau frette